# Mega Man: Upon a Star
Mega Man: Upon a Star (Rockman: Hoshi ni Negai o (ロックマン 星に願いを) au Japon) est une série d'OAV japonaise produite par Ashi Productions et basée sur la franchise populaire de jeux vidéo Capcom Mega Man. Elle est diffusée entre 1993 et 1995 et est considérée comme une série de courts métrages éducatifs sur la culture du Japon.

## Production
Créée en 1993 par Ashi Productions (qui a également travaillé plus tard sur la série d'animation américaine Mega Man en 1994) , la série a été présentée par le Japan Center for Intercultural Communications. Le premier épisode est un épisode spécial du dessin animé Mega Man alors en production à l'époque (1993), et le doublage est réalisé par les mêmes comédiens que la série télévisée, mais le style artistique est différent en raison d'un plus gros budget. Le premier OAV est diffusé dans l'émission américaine ABC Afterschool Special et au Japon sur la chaine TV Tokyo. Le reste de la série est produit en 1995 et n'a pas été doublé avant 2002, et n'a jamais été disponible au public avant 2005, lorsqu'elle est publiée en VHS et DVD en Amérique du Nord par ADV Films,,. En 2009, les trois OAV sont proposés sur iTunes.

## Synopsis
Cet OAV est la première apparition de Yuuta et Akane. 

## Liste des OAV
| # | Titre anglophone    | Titre original                | 1re diffusion            |
| - | ------------------- | ----------------------------- | ------------------------ |
| 1 | Appearance in Japan | 日本上陸, Nihonjoriku         | 1993 (États-Unis : 1994) |
| 2 | Wishing Upon A Star | 星に願いを, Hoshi ni Negai wo | 1995                     |
| 3 | Future Beware       | 未来が危ない, Mirai ga Abunai | 1995                     |